# Andrea Arnaboldi
 Andrea Arnaboldi  [anˈdreːa arnaˈboldi] nacido el 27 de diciembre de 1987 es un tenista profesional de Italia, nacido en la ciudad de Milán.

## Carrera
Comenzó a jugar tenis a los cinco años de edad. Su apodo es "Arna". Su padre, Alberto, jugó y lo introdujo en el tenis. Habla tres idiomas: italiano, inglés y español. Su superficie favorita son las pistas dura y el torneo favorito es el US Open.
Su ranking individual más alto logrado en el ranking mundial ATP, fue el nº 153 el 12 de octubre de 2015. Mientras que en dobles alcanzó el puesto nº 130 el 15 de febrero de 2016.
No ha logrado hasta el momento títulos de la categoría ATP ni de la ATP Challenger Tour, aunque sí ha obtenido varios títulos Futures tanto en individuales como en dobles.